# Nowosiłky (rejon obuchowski)
Nowosiłky (ukr. Новосілки) – wieś na Ukrainie, w obwodzie kijowskim, w rejonie obuchowskim, w hromadzie Kaharłyk. W 2001 liczyła 344 mieszkańców, spośród których 332 wskazało jako ojczysty język ukraiński, 9 rosyjski, 1 bułgarski, a 2 inny.